# Cristo en casa de Marta y María (Velázquez)
Cristo en casa de Marta y María es una pintura al óleo de Velázquez realizada en Sevilla, al comienzo de su carrera, fechada en 1618. Se desconoce el primer destinatario, pero podría estar relacionada con una entrada en el inventario de la colección del duque de Alcalá, de 1637, donde se menciona un «lienço Pequeño de una cocina donde está majando unos ajos una muger es de Dieº Velasqº». En 1881 se encontraba en la colección Packe de Norfolk, de donde pasó a sir William M. Gregory, quien en 1892 lo donó a la National Gallery de Londres.

## Descripción y características técnicas
El cuadro reúne elementos propios del género del bodegón con figuras practicado asiduamente por el joven Velázquez y defendido por su maestro y suegro Francisco Pacheco, pues con ellos «halló la verdadera imitación del natural». En primer término presenta a una doncella trabajando en la cocina con un almirez; en la mesa se encuentran dos platos de barro con huevos y cuatro pescados por cocinar, un jarro también de barro vidriado en su mitad superior, una guindilla y algunos ajos, habiendo puesto el pintor el acento en el tratamiento diferenciado de sus texturas y brillos. A la espalda de la doncella, una anciana, en la que se ha visto el mismo modelo de la Vieja friendo huevos, parece amonestar a la joven, gesticulando con el dedo índice de su mano derecha. El naturalismo con que Velázquez trata esta parte del cuadro sitúa al espectador ante una escena cotidiana, en la que el pintor pudiera haber retratado cualquier cocina sevillana de su tiempo. Sin embargo, el dedo de la anciana dirige la mirada del espectador hacia un recuadro situado a la derecha en el que se divisa la que sería la escena principal, situada en segundo plano: en una estancia posterior Jesús dialoga con las hermanas María, sentada como en el estrado a sus pies según la costumbre femenina de la época, y Marta, en pie, recriminando la actitud de su hermana. 
La imagen ilustra un pasaje del Evangelio de Lucas (10, 38-42), donde el evangelista cuenta como llegando Jesús a una aldea fue recibido en su casa por Marta, quien se iba a ocupar afanosamente en su servicio, en tanto María solo se ocupaba de escuchar con atención las palabras del Señor. Marta se quejó a Jesús, porque su hermana la dejaba sola en los quehaceres de la casa, pero Jesús le replicó: «Marta, Marta, tú te preocupas y te apuras por muchas cosas y solo es necesaria una. María ha escogido la parte mejor, que no se le quitará». 

## Interpretaciones
Como precedente del recurso velazqueño a la duplicidad espacial y la composición invertida —que empleará también en La cena de Emaús y muchos años después en La fábula de Aracne—, relegando la escena principal al segundo plano e introduciéndola en un contexto narrativo diverso, de modo que el hecho religioso aparezca inmerso en el mundo cotidiano, se ha señalado el ejemplo de los pintores flamencos Pieter Aertsen y su discípulo Joachim Beuckelaer (Cristo en casa de Marta y María, 1568, Museo del Prado), cuyas obras pudo conocer Velázquez a través de las estampas de Jacob Matham. Pero estas cocinas de la gula, según las definió Vicente Carducho, se apartan de las sobrias cocinas de Velázquez, localizadas en el ámbito de una pequeña estancia en penumbra, tratada con recogimiento casi conventual, en la que se respira la afirmación teresiana según la cual Dios anda también entre los pucheros. Un precedente más inmediato y cercano al modo de componer de Velázquez se encuentra en su maestro Francisco Pacheco, quien había empleado este recurso en su San Sebastián atendido por santa Irene (1616, antes en el Hospital de la Caridad de Alcalá de Guadaira, destruido) construido en dos planos, con el santo en cama hospitalaria en el primero, atendido por la santa que le lleva la sopa en una escudilla a la vez que con la ramita de olivo, que es su atributo, ahuyenta las moscas, y la escena cronológicamente precedente de su martirio —imitado de una estampa de Pieter Aertsen— en segundo plano y ocurriendo de forma simultánea, pues se ve al mártir sujeto a un árbol a través de una ventana como indica el batiente.
A diferencia de las composiciones flamencas que podrían haber inspirado a Velázquez, la escena que dota de significación sagrada a este «bodegón a lo divino» —en expresión de Emilio Orozco— no se encuentra comprendida dentro del mismo espacio de la cocina, como lo está en aquellas, según reglas perspectivas fácilmente discernibles, sino en un recuadro enmarcado de difícil interpretación, que se ha entendido como un «cuadro dentro del cuadro» por José Camón Aznar entre otros, un espejo para José López-Rey o un ventanuco abierto en la cocina, según Jonathan Brown, que advierte la presencia de líneas diagonales en la parte inferior con las que se crea el alféizar e interconectan los espacios, aunque el punto de fuga no es el mismo que el empleado para la mesa; en cualquier caso, el recurso pictórico de enmarcar la escena del fondo, que rompe la ilusión de mostrar el hecho histórico como si fuera presente, realza según Peter Cherry su función como clave interpretativa, a la vez que establece una conexión entre los dos planos, vinculados por el gesto de la anciana, que estaría conduciendo la mirada del espectador hacia el asunto de la ventana y llamando la atención de la sirvienta a la que a la vez amonesta, de modo que el ejemplo bíblico se muestra como comentario de un hecho cotidiano traído al presente.
También existen dudas al interpretar el papel de las mujeres del primer plano, que podrían entenderse como parte del relato evangélico, narrado sucesivamente, o como elementos de enlace entre el episodio sagrado y la lección moral de valor universal que de él se desprende. La mayor confusión se da con la figura de Marta, que para algún crítico sería tanto la anciana que en el segundo plano dialoga con Jesús como la que en primer plano instruye a la cocinera. Para Julián Gállego, al contrario, Marta estaría representada en la joven cocinera afanada en las tareas domésticas y la anciana tendría el papel de intermediaria entre las dos escenas, como correveidile, acusando a María ante Marta de inactividad, de donde el gesto enfadado de la cocinera que no tardará en presentar sus quejas a Jesús. Fernando Marías, por el contrario, habla de bodegón «desdoblado», en el que interrelacionan dos realidades, la cocina, formando parte del mundo del espectador, y la ilustración evangélica, que dota de valor trascendente a la composición, en este caso exhortando, por medio de la anciana, a reflexionar sobre las palabras de Jesús también cuando se «anda entre los pucheros». En esta dirección, Jonathan Brown, seguido por Peter Cherry y Manuela Mena, interpreta el cuadro como una alegoría de las vidas activa y contemplativa, representadas respectivamente en la tradición cristiana en Marta y María, ambas necesarias, pero debiendo subordinar el sustento material al espiritual, que al final será el único que cuente, lo que vendría a recordar la anciana, «llena de sabiduría» según Manuela Mena, que desviando la atención de la cocina dirige la mirada del espectador hacia el fondo.